# Tortum
Tortum là một huyện thuộc tỉnh Erzurum, Thổ Nhĩ Kỳ. Huyện có diện tích 1467 km² và dân số thời điểm năm 2007 là 22372 người, mật độ 15 người/km².